# Rőt áltrifla
A rőt áltrifla (Scleroderma citrinum) az áltriflafélék családjába tartozó, Európában és Észak-Amerikában honos, mérgező gombafaj.

## Megjelenése
A rőt áltrifla termőteste 4-8 (max. 12) cm átmérőjű, felülről kissé lapított gömbölyded, gumó alakú. Alján többnyire gyökérszerű, fehéres-sárgás micéliumköteg található. Színe fiatalon fehér, majd sárgásbarnás, rozsdabarnás lesz. Felülete felrepedező, sűrűn álló, kisebb-nagyobb, barnás pikkelyekkel.
Húsa (gleba) kemény, rugalmas. Eleinte szürkésrózsaszín, majd márványozottan ibolyásfekete lesz, végül a spórák megérésével porszerű, lilásszürke. Szaga eleinte aromás, majd később szúrós, undorító; íze kissé csípős.
Burka vastag, kemény. A spórák érésekor a termőtest szabálytalanul felreped. A gomba alsó, kehelyszerű része a spóraszórás után is hosszú ideig megmarad.
Spórapora sötétbarna. Spórája 8-13 mikrométeres, gömb alakú, felülete tüskés, hálózatosan bordás.
Az élősdi tinóru (Pseudoboletus parasiticus) parazita tinórufaj gazdaszervezete.

### Hasonló fajok
Hasonlít a többi, szintén mérgező áltrifla-fajhoz; tőlük a tönkrész szinte teljes hiánya és a vastag burok különítheti el. Külseje alapján összetéveszthető a bimbós vagy a szürke pöfeteggel; néha összetévesztik a nyári szarvasgombával.

## Elterjedése és termőhelye
Európában és Észak-Amerikában honos. Magyarországon gyakori. Lomberdőkben (bükkösökben, tölgyesekben), fenyvesekben és bokros területeken nő, inkább szárazabb, savanyú talajon, gyakran utak mentén. Júniustól októberig terem.
Mérgező. Fogyasztása után rosszullét, hányás, izzadás, tudatzavar, ájulás jelentkezhet.  

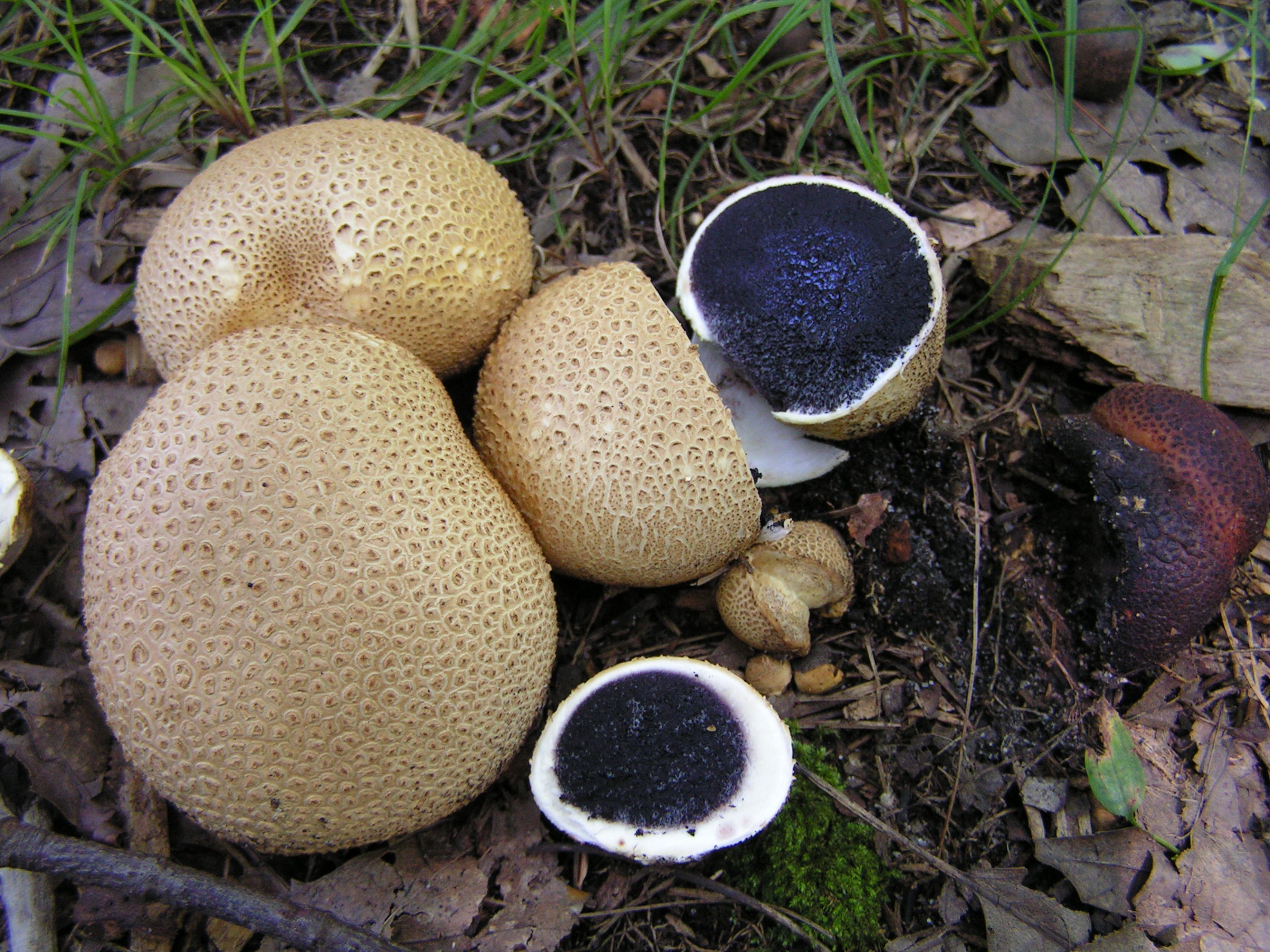
Rőt áltrifla
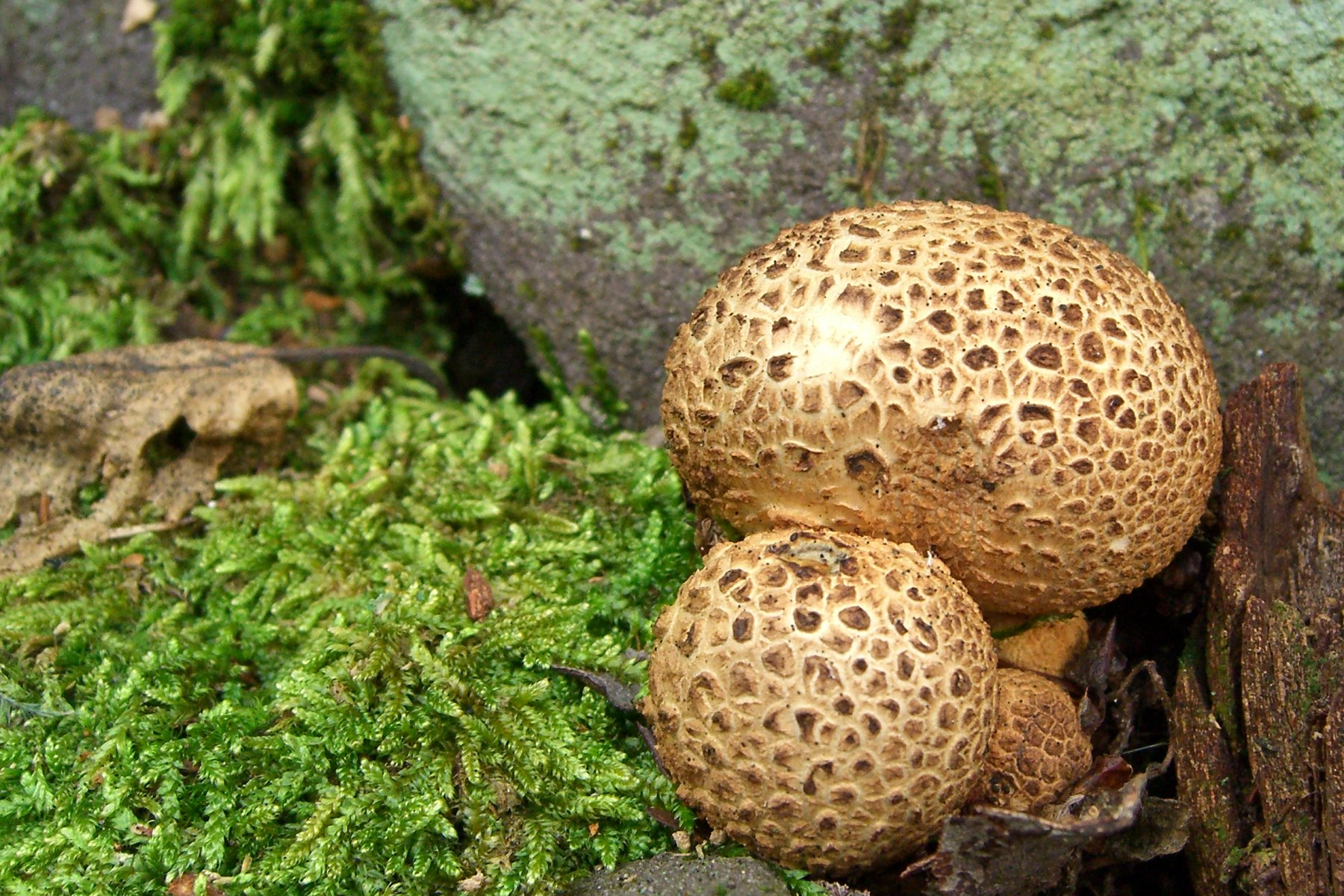
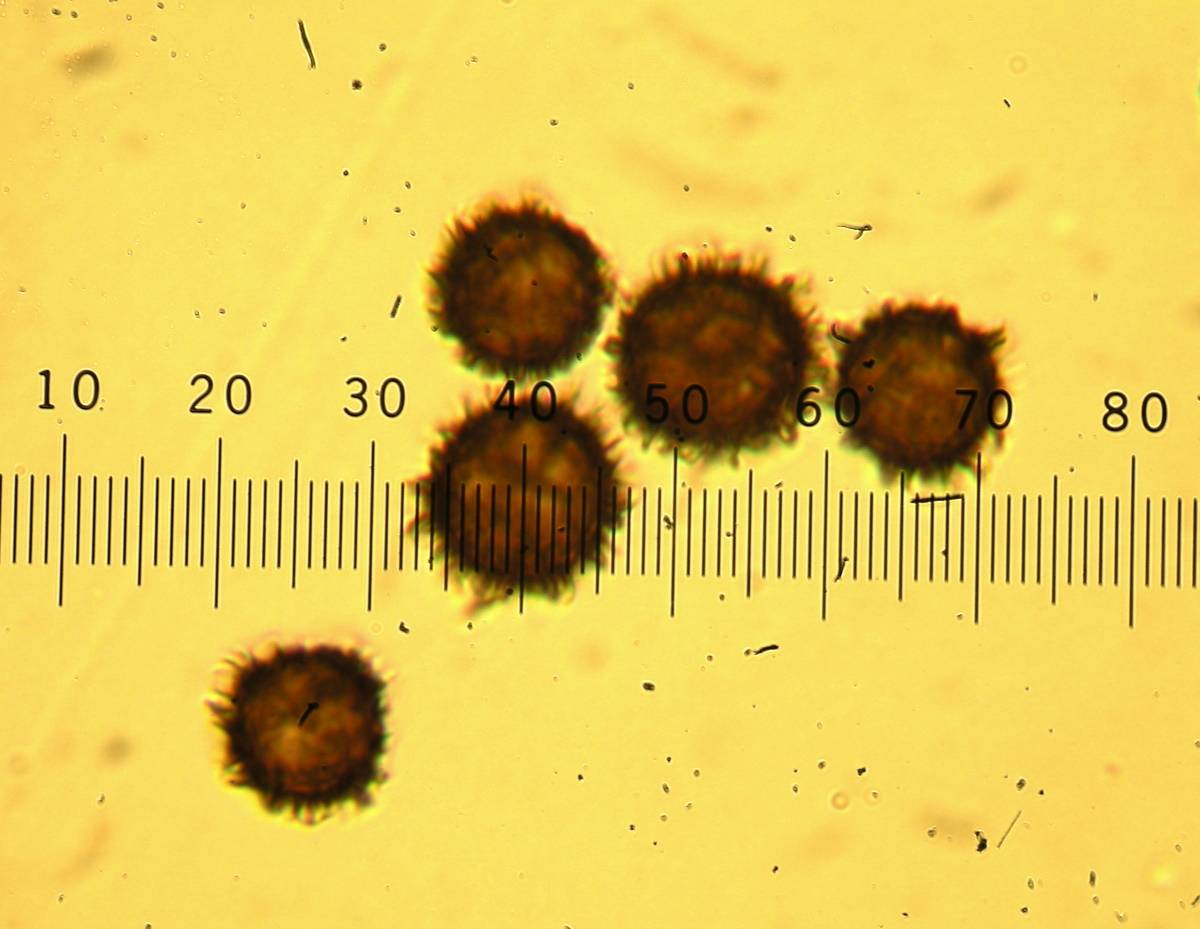
Spórája
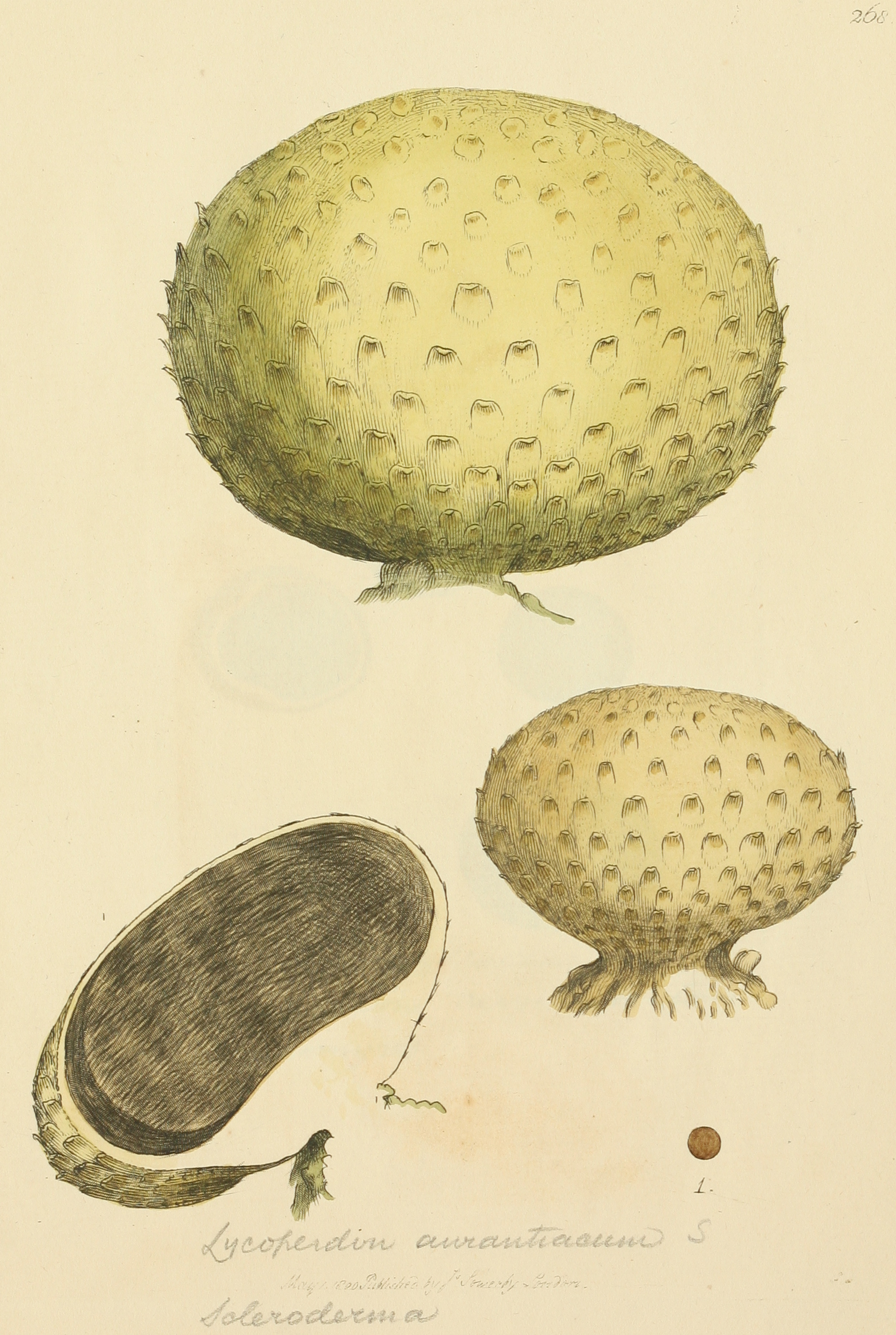
Ábrázolása 1809 előttről